# میتسوبیشی آوت‌لندر
میتسوبیشی آوت‌لندر (Mitsubishi Outlander) خودرویی است که از سال ۲۰۰۱ تا کنون تولید تنتتشده‌است. طراحی آن موتور جلو، خودرو محور جلو، خودرو چهار چرخ محرک بوده است.
میتسوبیشی اوتلندر از یک موتور چهار سیلندر ۲۳۶۰ سی سی با تنفس طبیعی استفاده می‌کند که این موتور می‌تواند برای این خودرو ۱۶۶ اسب بخار قدرت و ۲۲۰ نیوتن متر گشتاور تولید نمایند.
شتاب صفر تا صد این خودرو ۱۰.۲ ثانیه است و حداکثر سرعت آن می‌تواند به حدود ۲۰۰ کیلومتر بر ساعت برسد.
مصرف سوخت داخل شهر اوتلندر ۹.۴ و خارج شهر آن ۷.۵ لیتر به‌ازای هر ۱۰۰ کیلومتر هستند و از استاندارد آلایندگی یورو ۵ بهره می‌برد.

## نگارخانه

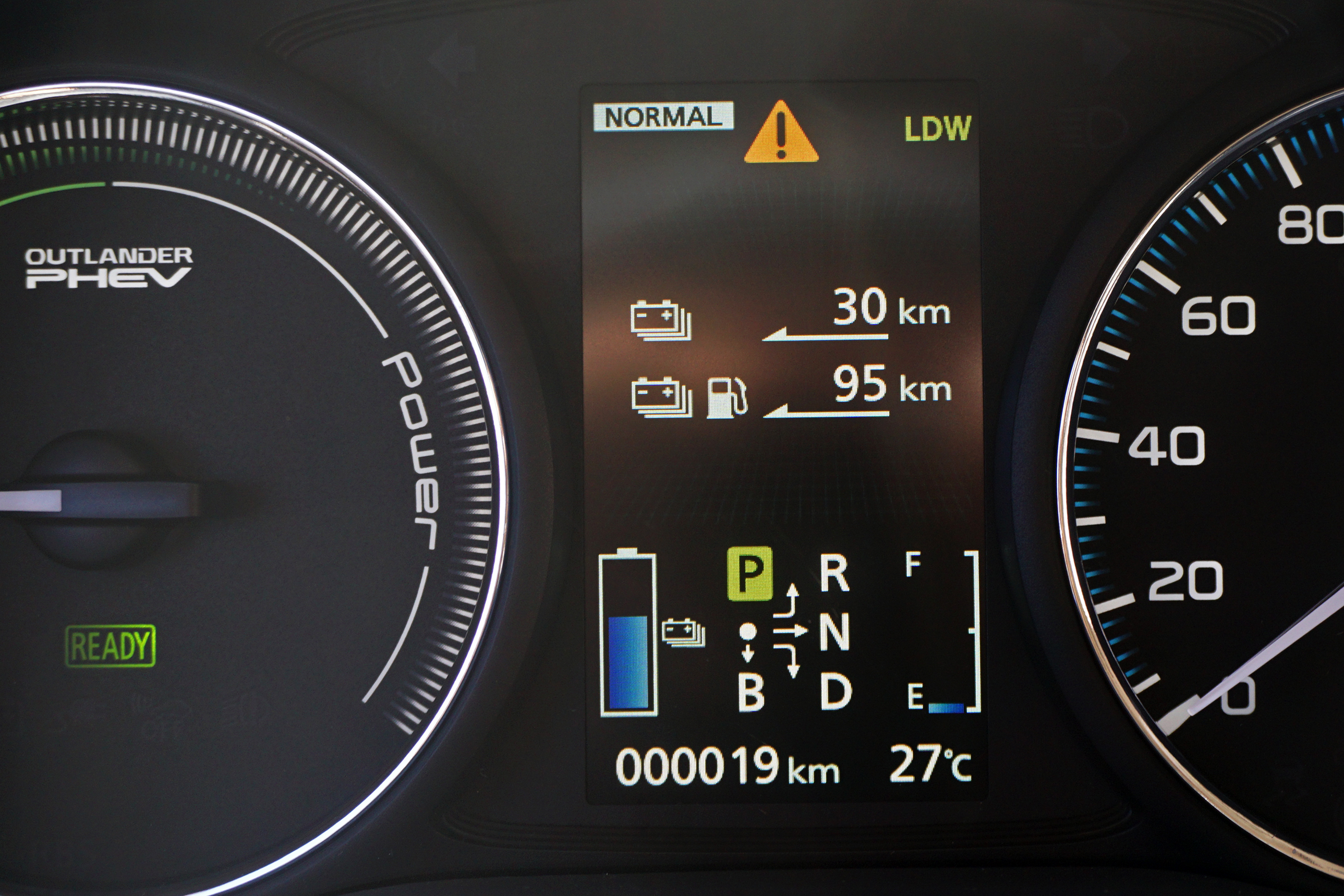
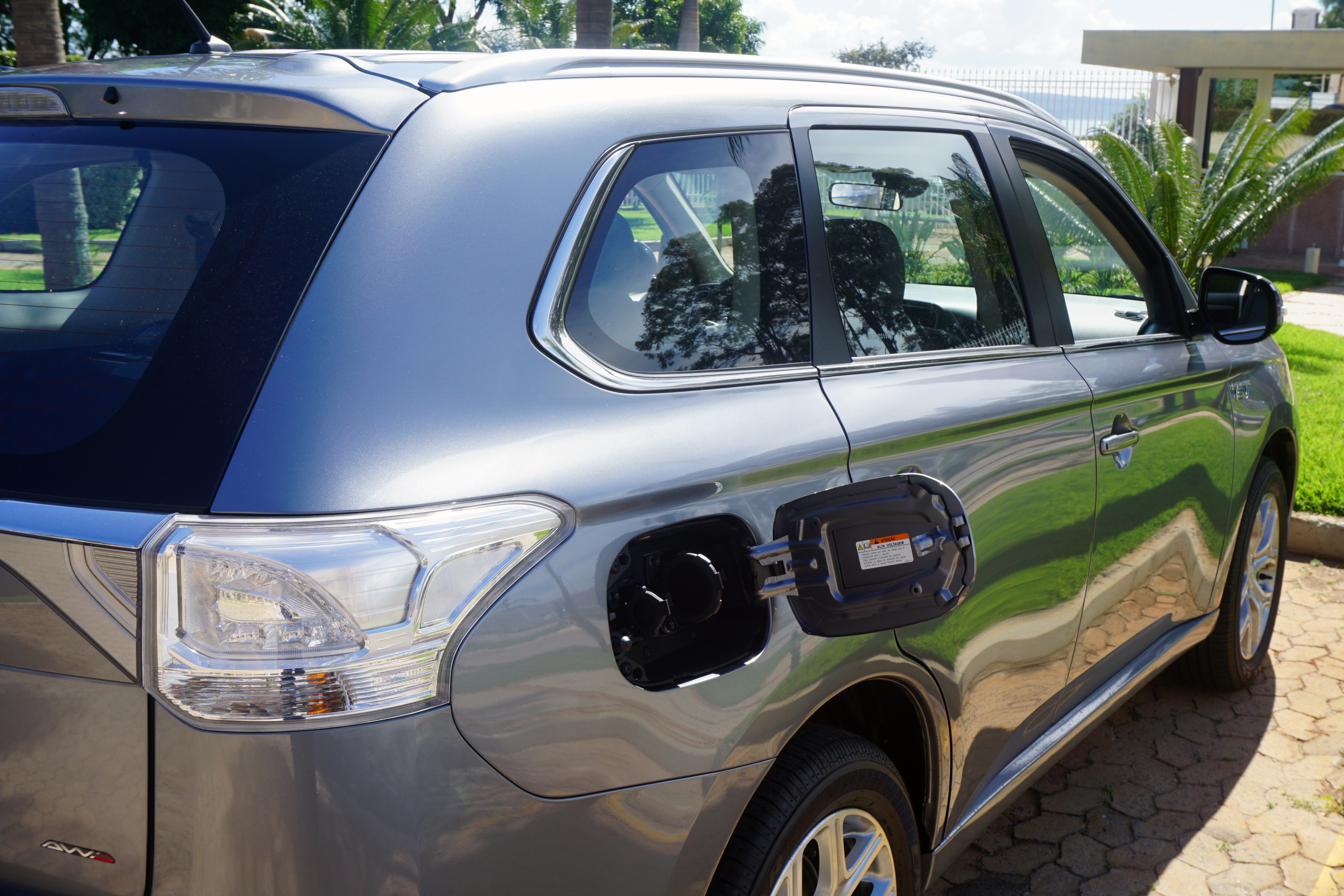
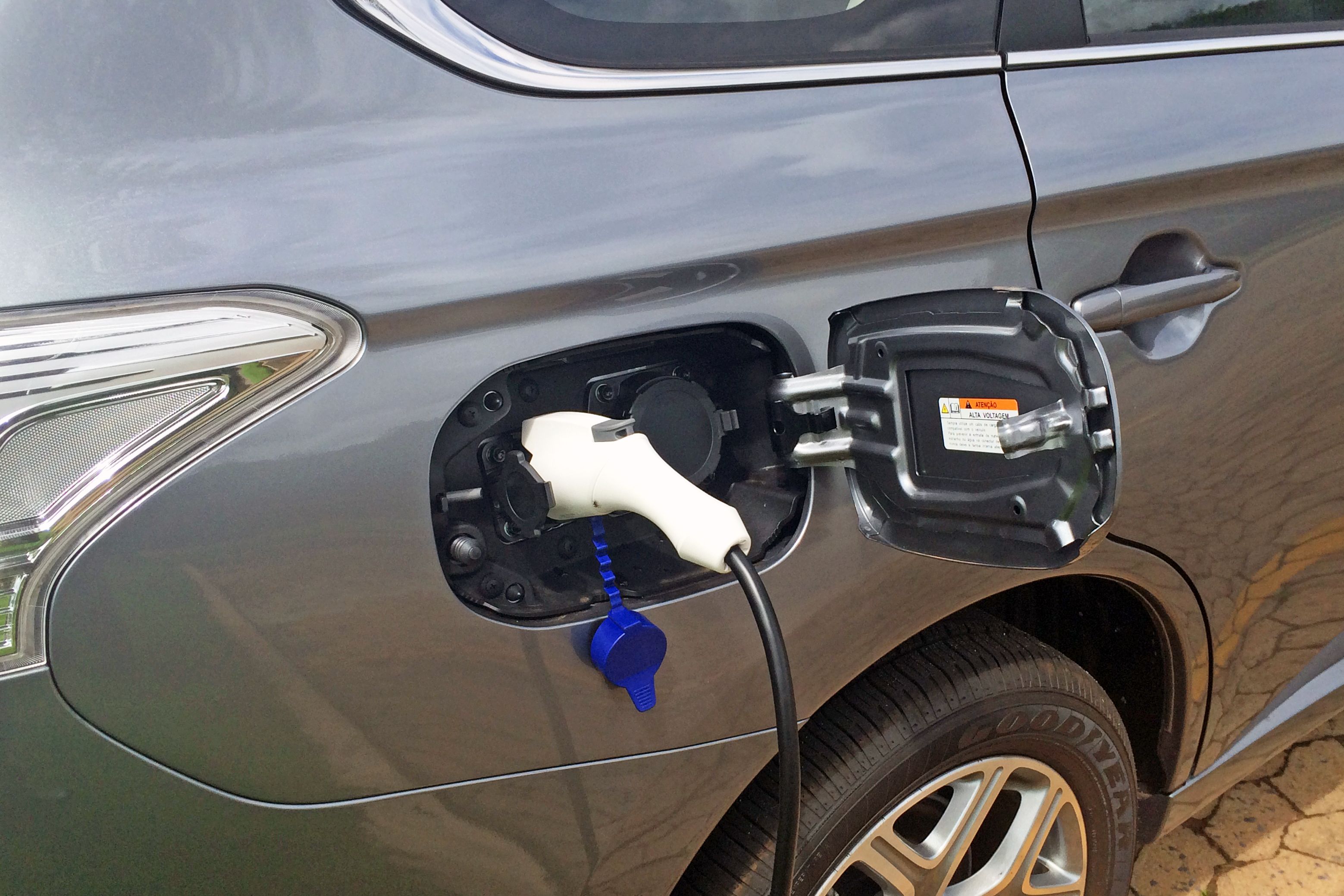
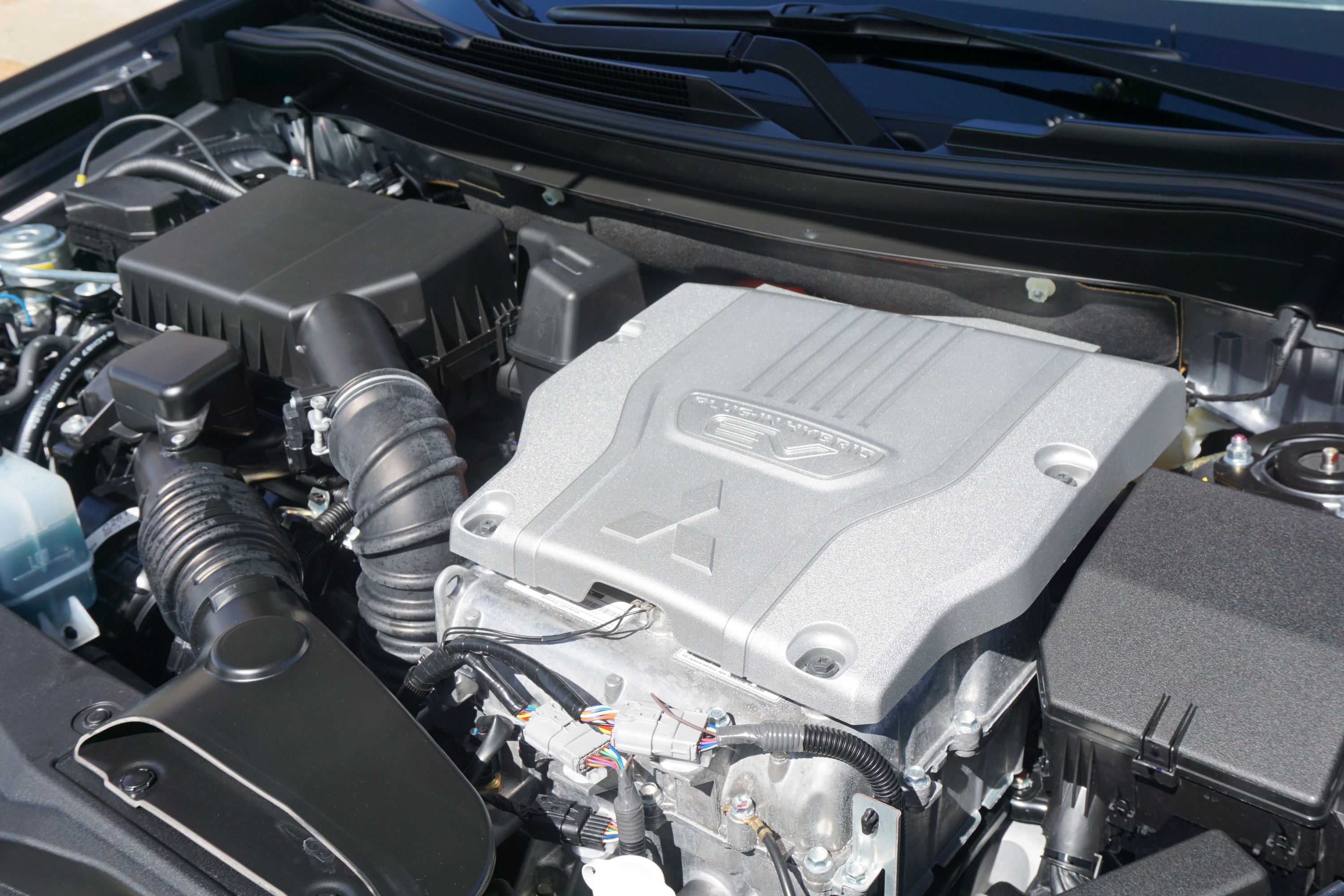